# Jean de Terrevermeille
 Jean de Terrevermeille, né vers 1370 et mort à Nîmes le 25 juin 1430, est un juriste du XVe siècle, spécialiste de droit romain. Il est l'auteur de Contra rebelles suorum regum, un traité juridique et politique en trois parties achevé en 1419. Il y défend le roi de France, Charles VI, et son fils, le Dauphin Charles, contre le duc de Bourgogne, Jean sans Peur. Il défend l'idée que la royauté est une fonction dont le roi n’est pas propriétaire.

## Biographie
Nous disposons de deux biographies incomplètes — et en partie contradictoires — de Jean de Terrevermeille. La première, par Jacques Bonaud de Sauzet près d'Uzès, est parue en 1526 dans l'editio princeps du Contra rebelles suorum regum ; la seconde, par Léon Ménard, est parue en 1752 dans le troisième tome de son Histoire civile, ecclésiastique et littéraire de la ville de Nismes.
Jean de Terrevermeille — plus connu autrefois sous le nom de Jean de Terrerouge — naquit à Nîmes vers 1370.
Issu d'une famille de juristes nîmois, il entre à l'université de Montpellier en 1381 et y suit des études de droit. Jacques Rebuffi (Jacobus Rebuffus) figure au nombre de ses enseignants. Licencié en 1395, il ne semble pas avoir poursuivi ses études au-delà de la licence. Peut-être après avoir commencé une carrière de praticien à Nîmes, il est nommé commissaire du sénéchal de Beaucaire en 1396. Le premier de sa famille, il devient consul de Nîmes à deux reprises, en 1399, puis en 1405.
Terrevermeille mène une vie de notable municipal et de consultant. En 1406, Gilles de Bellemère le consulte pour faire exercer un arrêt du parlement de Paris contre un habitant de Saint-Geniès, Pierre Bonet, qui prétend jouir des privilèges des bourgeois d'Aigues-Mortes. En 1416, il conseille le comte de Valentinois.
En 1419, Terrevermeille reste un des rares partisans du Dauphin Charles que les villes du Languedoc — Nîmes comprise — ont refusé de reconnaître comme lieutenant général du royaume.
Terrevermeille rédige entre février et septembre 1419 son Contra rebelles suorum regum, le seul de ses deux ouvrages qui nous est connu. Il est simplement appelé Tractatus (= les traités), et comprend trois essais. Un de ces essais est nommé Tractatus de jure futuri successoris legitimi in regiis hereditatis (1419), cet essai fait référence à la succession royale. Il fait également référence à la couronne de France qui n'appartient pas au roi mais qui est seulement "possédée" par ce dernier. Terrevermeille formalise la théorie statutaire. Pour Terrevermeille, la couronne n'étant pas un bien patrimonial mais une res publica, le roi ne peut en disposer à l'encontre du fils premier-né. Sa dévolution est fixée par la coutume qui est supérieure au droit romain car elle se fonde sur la loi naturelle de l'identité entre le père et le fils. Comme le juvenis rex du Décret de Gratien, le primogenitus détient, du vivant de son père, un jus coregnandi et une coadministratio. Dès sa naissance, il est potentiellement apte à régner mais, comme il ne peut y avoir deux têtes dans le royaume, l'exercice actif du droit du roi suspend celui du Dauphin jusqu'à la mort du roi ou son empêchement.
En 1420, il est nommé avocat du roi à la sénéchaussée de Beaucaire, charge qu'il perd en 1424,. Il continue à jouer un rôle dans la vie locale jusqu'à sa mort à Nîmes le 25 juin 1430,.
En 1435, des allégations de Terrevermeille sont utilisées dans un procès devant le parlement de Paris séant à Poitiers.
La théorie de la succession de Terrevermeille est la seule partie de son œuvre à connaître une postérité. Louis de Gallois y recourt en septembre 1435 puis Jean Juvénal des Ursins en 1449 et Guillaume Benoît à la fin du XVe siècle.

## Œuvres
Contra rebelles suorum regum
Aucun manuscrit du Contra rebelles suorum regum n'a été conservé. Sa plus ancienne version connue est, par conséquent, son editio princeps par Jacques Bonaud de Sauzet, imprimée et parue à Lyon en 1526. Il s'agit de sa seule édition complète. Les deux premiers traités ont été édités par François Hotman à Francfort-sur-le-Main en 1585 puis à Genève en 1586 .
De postestate papæ
L'autre œuvre connue de Terrevermeille, un De postestate papæ, est perdue.
Plaidoiries
Des plaidoiries de Terrevermeille, seules ses allégations utilisées dans un procès plaidé à Poitiers vers 1435 nous sont parvenues. Elles figurent dans un manuscrit conservé à la Bibliothèque apostolique vaticane.

### Éditions successives des Tractatus
- Jean de Terrevermeille, Contra rebelles suorum regum (manuscrit), Beaucaire, 1419.
- [Bonaud 1526] (la) Jean de Terrevermeille et Jacques Bonaud de Sauzet, Joannes de Terra Rubea Contra rebelles suorum regum, Lyon, Constantin Fradin et Jean Crespin, 3 décembre 1526, 242 p. (BNF 31445017, lire en ligne). lire en ligne sur Gallica
- (la) François Hotman et Jean de Terrevermeille, Fr. Hotom.,... Disputatio de controversia successionis regiae inter patruum et fratris praemortui filium. Joannis de Terra Rubea,... Tractatus de jure legitimi successoris in hereditate regni Galliae, Genève, 1585, 219 p. (OCLC 492528228, BNF 30619123, lire en ligne).
- [Hotman 1586] (la) François Hotman et Jean de Terrevermeille, Franc. Hotomani jurisconsulti Consilia, tum in civilibus, tum in criminalibus caussis exposita : & partim ad antiquam veterum jurisconsultorum, partim ad forensem doctorum & pragmaticorum consuetudinem accommodata. Accessit ejusdem auctoris disputatio illustris De controversia patrui et nepotis in regni successione Item Joh. de Terra Rubea veteris doctoris Tractatus de jure futuri successoris legitimi in regiis hereditatibus. Cum duobus indicibus, priori argumentorum singulorum, posteriori rerum & verborum memorabilium quæ hoc volumine continentur, Genève, Eustache Vignon, 1586 (OCLC 458118104, BNF 30619117, lire en ligne).